# Megaselia tetrachaeta
Megaselia tetrachaeta är en tvåvingeart som beskrevs av Rudolf Beyer 1966. Megaselia tetrachaeta ingår i släktet Megaselia och familjen puckelflugor. Inga underarter finns listade i Catalogue of Life.